# Сердюківська сільська рада
Сердюкі́вська сільська́ ра́да — адміністративно-територіальна одиниця та орган місцевого самоврядування у Смілянському районі Черкаської області. Адміністративний центр — село Сердюківка.

## Загальні відомості
- Населення ради: 809 осіб (станом на 2001 рік)

## Населені пункти
Сільській раді підпорядковані населені пункти:
- с. Сердюківка

## Склад ради
Рада складається з 12 депутатів та голови.
- Голова ради:
- Секретар ради: Островська Валентина Володимирівна

### Керівний склад попередніх скликань
| Прізвище, ім'я, по батькові | Основні відомості                                    | Дата обрання | Дата звільнення |
| --------------------------- | ---------------------------------------------------- | ------------ | --------------- |
| Лопатко Валентина Федорівна | Сільський голова, 1954 року народження, позапартійна | 26.03.2006   | 31.10.2010      |

Примітка: таблиця складена за даними сайту Верховної Ради України

### Депутати
За результатами місцевих виборів 2010 року депутатами ради стали:

#### За суб'єктами висування
| Суб'єкт висування           | Кількість обраних депутатів | %  |
| --------------------------- | --------------------------- | -- |
| Самовисування               | 9                           | 75 |
| Комуністична партія України | 3                           | 25 |

#### За округами
| № округу                    | Прізвище, ім'я, по батькові        | Дата визнання обраним | Освіта  | Партійна приналежність            | Відомості про обраного депутата                                 |
| --------------------------- | ---------------------------------- | --------------------- | ------- | --------------------------------- | --------------------------------------------------------------- |
| Комуністична партія України |                                    |                       |         |                                   |                                                                 |
| 4                           | Недостап Микола Андрійович         | 04.11.2010            | вища    | член Комуністичної партії України | пенсіонер                                                       |
| 5                           | Ляшенко Сергій Іванович            | 04.11.2010            | вища    | член Комуністичної партії України | Сердюківська загальноосвітня школа І-ІІ ст., вчитель математики |
| 9                           | Драмарецька Надія Олександрівна    | 04.11.2010            | середня | член Комуністичної партії України | Сердюківська сільська рада, бухгалтер                           |
| Самовисування               |                                    |                       |         |                                   |                                                                 |
| 1                           | Михайленко Микола Данилович        | 04.11.2010            | вища    | позапартійний                     | пенсіонер                                                       |
| 2                           | Клименко Варвара Миколаївна        | 04.11.2010            | вища    | позапартійна                      | пенсіонер                                                       |
| 3                           | Хлопова Ганна Іванівна             | 04.11.2010            | середня | позапартійна                      | пенсіонер                                                       |
| 6                           | Одарено Марія Іванівна             | 04.11.2010            | вища    | позапартійна                      | пенсіонер                                                       |
| 7                           | Кучма Людмила Антонівна            | 04.11.2010            | вища    | позапартійна                      | пенсіонер                                                       |
| 8                           | Островська Валентина Володимирівна | 04.11.2010            | середня | позапартійна                      | Сердюківська сільська рада, секретар                            |
| 10                          | Куцівка Єлизавета Миколаївна       | 04.11.2010            | середня | позапартійна                      | Сердюківська сільська рада, касир                               |
| 11                          | Йорженко Микола Михайлович         | 04.11.2010            | вища    | позапартійний                     | пенсіонер                                                       |
| 12                          | Зоренко Олександр Михайлович       | 04.11.2010            | середня | позапартійний                     | СТОВ «Сердюківка», механізатор                                  |